# Серроландия
Серроландия (порт. Serrolândia)  —  муниципалитет в Бразилии, входит в штат Баия. Составная часть мезорегиона Северо-центральная часть штата Баия. Входит в экономико-статистический микрорегион Жакобина. Население составляет 12 085 человек на 2006 год. Занимает площадь 373,762 км². Плотность населения — 32,3 чел./км².

## Статистика
- Валовой внутренний продукт на 2003 год составляет 21 248 221,00 реалов (данные: Бразильский институт географии и статистики).
- Валовой внутренний продукт на душу населения на 2003 год составляет 1794,61 реала (данные: Бразильский институт географии и статистики).
- Индекс развития человеческого потенциала на 2000 год составляет 0,630 (данные: Программа развития ООН).